# Cinor
Cinor ou quinor (em hebraico:  כִּנּוֹר) é um antigo instrumento musical israelita da família dos alaúdes de jugo, o primeiro a ser mencionado no Antigo Testamento .
Sua identificação exata não é clara, mas nos dias modernos é geralmente traduzida como "harpa" ou "lira", :440 e associada a um tipo de lira retratada nas imagens israelitas, particularmente nas moedas de Bar Kochba. :440 O cinor tem sido referido como o "instrumento nacional" do povo judeu, e os lutieros modernos criaram liras de reprodução do "cinor" com base nessas imagens.
A palavra כינור kinór é usada no hebraico moderno para se referir ao violino ocidental moderno.

## Identificação
O cinor é geralmente considerado um instrumento de cordas e, portanto, o instrumento de cordas mais comumente mencionado no Antigo Testamento :440 O cinor é também o primeiro instrumento de corda a ser mencionado na Bíblia, aparecendo em Gênesis 4:21.

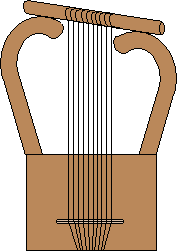
Desenho esquemático de um antigo cinor

Josefo descreve o cinor como tendo 10 cordas, feitas do intestino delgado de ovelha, :442 e tocado com uma palheta,  :441 embora o Livro de Samuel observe que Davi tocava o cinor "com sua mão "  A International Standard Bible Encyclopedia também observa que os pais da igreja primitiva concordaram que o kithara (cinor) tinha seu ressonador nas partes inferiores de seu corpo.  :442 Como o nevel, o cinor provavelmente consistia em uma caixa de ressonância com dois braços estendidos paralelos ao corpo, com os braços cruzados por uma canga a partir da qual as cordas se estendiam até o corpo. :43
Uma etimologia de Kinneret, o nome hebraico do Mar da Galiléia, é que ele deriva de kinnor (cinor), por causa da forma do lago que lembra a do instrumento. Se esta etimologia estiver correta, pode ser relevante para a questão da forma do instrumento.

### Uso
O cinor é mencionado 42 vezes no Antigo Testamento, em relação à "adoração divina ... profecia ... festivais seculares ... e prostituição."  O cinor às vezes é mencionado em conjunto com o nevel, que também se presume ser uma lira, mas maior e mais alto do que o cinor. :43 A Mishna afirma que o número mínimo de cinor a serem jogados no Templo é nove, sem limite máximo.

## Uso de imagem na cunhagem
A imagem de uma lira antiga,  copiada do que foi provado ser uma farsa apresentada e vendida como um medalhão antigo, está em uso na moeda de 50 Agurot .